# Jean Gindra
Jean Gindra (Allemagne, 1788 – Tilleur, 1867) est un architecte créateur de jardins et paysagiste germano - belge, qui a principalement travaillé dans la province de Liège et dans les deux Limbourgs. Son style peut être comparé à celui de Louis Fuchs (nl), également allemand.

## Biographie

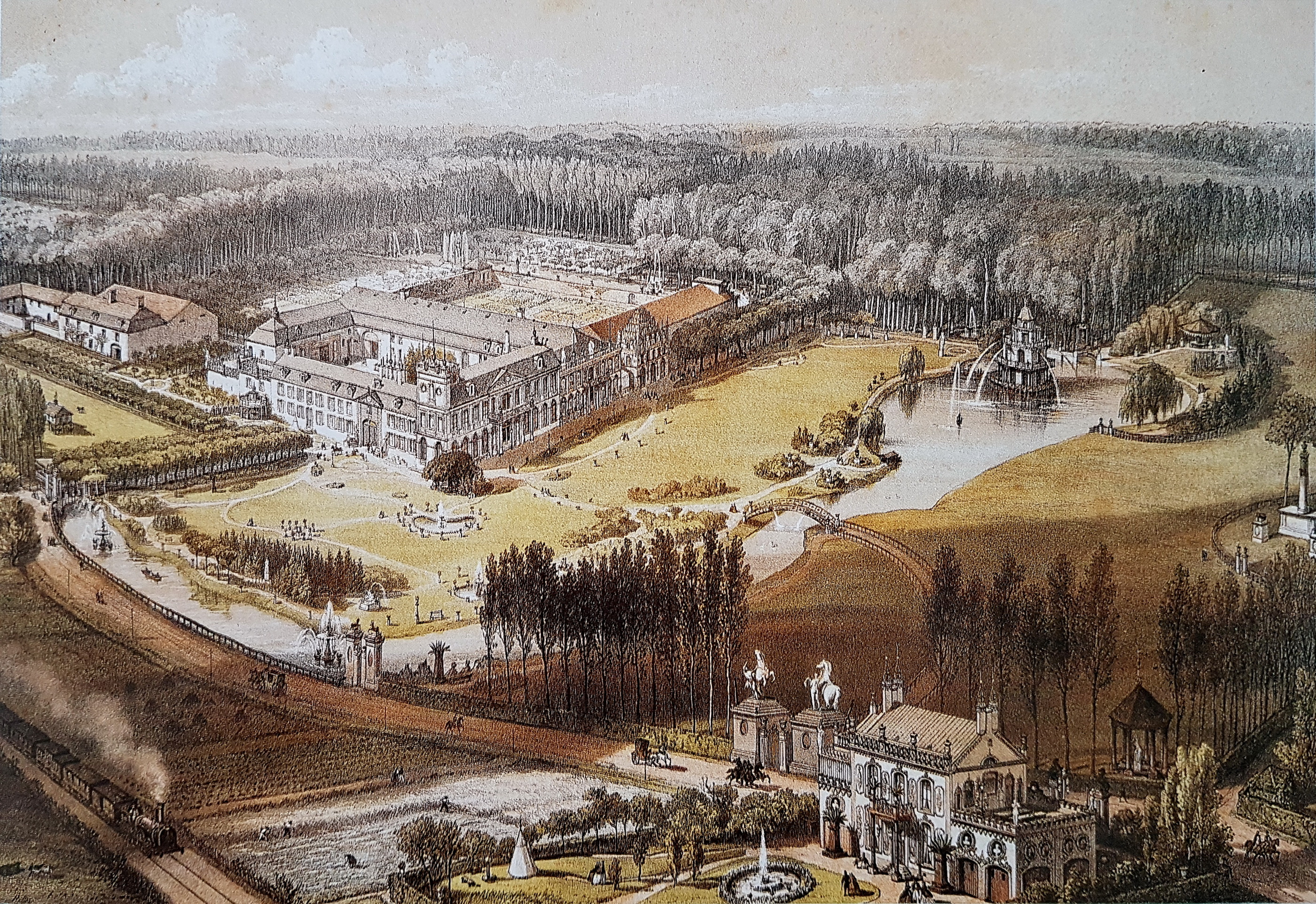
Le jardin d'agrément Vaeshartelt conçu par Gindra (album de P. Regout, 1865)

Jean Gindra est allemand de naissance. Peut-être parce qu'il y a plus d'opportunités pour les architectes paysagistes aux Pays-Bas autrichiens ou dans la Principauté de Liège ou alentour, il travaille d'abord dans ces pays. Par exemple, il est pendant un certain temps jardinier - entrepreneur en chef du château d'Amstenrade à Beekdaelen (actuellement Limbourg des Pays-Bas). En 1835, il s'installe à Tilleur près de Liège.
Dans la seconde moitié du XIXe siècle, il conçoit un grand nombre de jardins et de parcs de style paysager anglais en Belgique et dans le sud des Pays-Bas, commandés, entre autres, par Petrus Regout, entrepreneur de Maastricht. En 1857, à l'âge de 69 ans, Gindra participe au concours d'aménagement du parc de la Boverie à Liège.
Son fils Jean Baptiste Gindra (1825-1876) est également architecte de jardins et paysagiste et spécialisé dans la construction de formations rocheuses (Rocaille de jardin). Il collabore sur plusieurs projets avec Édouard Keilig, également allemand, arrivé en Belgique en 1853, qui doit sa notoriété à la création du bois de la Cambre en 1862 .
Les créations bien connues de Jean Gindra sont :
- 1851 : parc du château de Lophem (Flandre occidentale)[3]
- 1852 : le parc du château de Mheer (Limbourg néerlandais)
- 1853 : le parc du château de Vaeshartelt (nl) (Maastricht)[4]
- vers 1860 : le parc de La Petite Suisse (nl) (Maastricht)[5]
- 1862 ? : parc du château Het Hamel (nl) (château démoli ; conception du parc par Gindra finalement non réalisée) à Lummen (Limbourg belge )
- le parc Gasthuisbos à Schulen, village de la ville belge de Herck-la-Ville, en province du Limbourg belge[6].

Son petit-fils est le peintre Joseph Gindra né le 16 juillet 1862 à Jemeppe-sur-Meuse près de Liège, fils de Jean Baptiste Gindra et Marie Sophie Henrotary, qui étudie à l'Académie des Beaux-Arts de Bruxelles avec Jean-François Portaels.